# Piancogno
Piancogno là một đô thị trong tỉnh tỉnh Brescia thuộc vùng Lombardia, Ý. Đô thị này có diện tích 13 km², dân số 4108 người. Các đơn vị dân cư trực thuộc là: Các đô thị giáp ranh gồm: Angolo Terme, Borno, Cividate Camuno, Darfo Boario Terme, Esine, Ossimo